# Großorient von Polen
Der Großorient von Polen (Wielki Wschod Polski-WWP) ist ein Zusammenschluss von liberalen Freimaurerlogen in Polen.
Er ist Mitglied des SIMPA (Internationales Freimaurer Sekretariat der adogmatischen Mächte). Die Ursprünge des GOvP gehen bis ins 18. Jahrhundert hinein. Mehrmals wurde er aufgelöst: durch das zaristische Russland, durch den Nationalsozialismus und durch die kommunistische Diktatur. Wiederbelebt wurde der GOvP Anfang der Neunzigerjahre, also nach dem Zusammenbruch des Ostblocks. Er arbeitete zunächst unter dem Dachverband des Grand Orient de France (GOdF), bis er 1997 eine souveräne Obödienz wurde. Der erste Großmeister des wiederaufgebauten Großorients von Polen war der polnische Philosoph und Buchautor Andrzej Nowicki.

## Logen
- Wolność Przywrócona (Warschau)
- Galileusz (Bydgoszcz)
- Moria (Riga)
- Cezary Leżeński (Warschau)
- Witelon (Warschau)
- Atanor (Warschau)
- Abraxas - pod Światłem Syriusza (Warschau, Posen)
- Universe (Warschau)
- Astrolabium (Krakau)
- Synergia (Europa)
- Pod Sokołem i Sową (Posen)

## Logen des GOdF in Polen
- Gabriel Narutowicz (Krakau)
- Ignacy Paderewski (Posen)